# کارل گریرتس
کارل گریرتس (انگلیسی: Karel Geraerts؛ زادهٔ ۵ ژانویهٔ ۱۹۸۲) بازیکن فوتبال بازنشسته و مربی اهل بلژیک است.
از باشگاه‌هایی که در آن بازی کرده‌است می‌توان به باشگاه فوتبال استاندارد لیژ، باشگاه فوتبال اود-هورلی لوون، باشگاه فوتبال کلوب بروژ، باشگاه فوتبال لوکرن اوست والاندرن، باشگاه فوتبال رویال شارلوا، و باشگاه فوتبال خنک اشاره کرد.
وی همچنین در تیم ملی فوتبال بلژیک بازی کرده‌است.